# 石硤尾大火

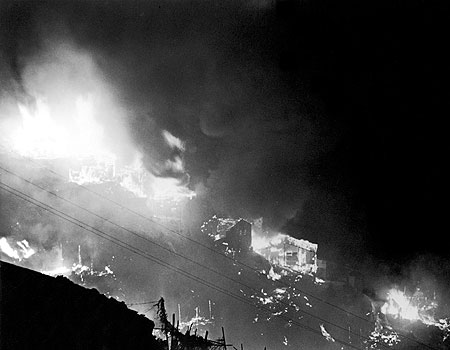
石硤尾大火

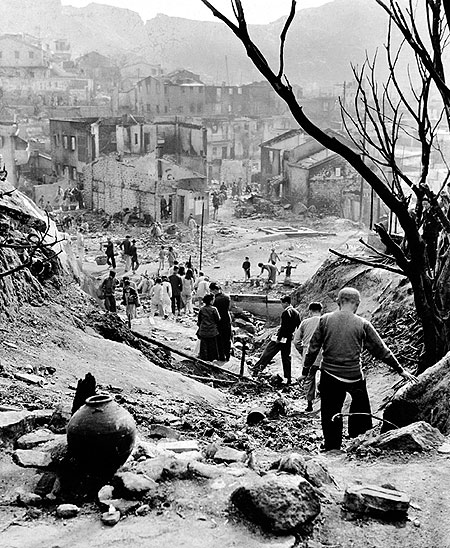
火災後の情景

石硤尾大火（せきこうびたいか、英語: The Shek Kip Mei fire）は、1953年12月25日のクリスマスの日に、香港・九龍の石硤尾にあった木造のバラック（寮屋）の密集地区で発生した火災。
焼失面積は45畝（3ヘクタール）に達し、5万人以上が焼け出された。
その後、火災現場の跡地には、香港公共房屋が建設された。

## 背景
第二次国共内戦の前後、中国大陸から多数の難民が香港に流入して、九龍北部の山辺に木造のバラックを建てて住むようになり、一時期には人口の25%近くがこうした寮屋の住民であった。こうした木造住宅地区では、例えば1951年11月21日の九龍城東頭邨（後の東頭平房区）の大火のように、しばしば火災が発生しており、住民は火事の際に逃げ延びる備えをいろいろとしていた。当時はクリスマスに関わる行事などは盛んではなかった。

## 事態の経過
1953年12月25日21時25分、白田邨衆安道124号にあった1軒の木造家屋の2階にあった靴製造の作業場で灯油ランプをともしていたところ、不注意からその火種が毛布や製靴用の接着剤に引火して、出火した。火災発生後、まだ間もない段階では、火の勢いは決して強くはなかったが、近傍の30軒ほどの家屋に波及した。程なくして、強烈な北風が吹き、火勢をたちまちあちこちへと広げ、10分足らずのうちに数百戸に延焼した。22時、炎は白田邨から東湾と正街に向って広がり、火勢はますます収拾がつかなくなった。
火災発生時、消防局長だったウィリアム・ゴーマンは事態を重く見て、直ちに香港島からも消防車を海を渡って出動させ、後備の消防人員にも招集をかけて、火災現場の救援に当たらせた。しかし消防隊員たちが現場に到着した23時10分には、白田邨は既にことごとく焼き払われており、木造、石造を問わず家屋はすべてが灰燼に帰し、現場は一面が焼けた瓦礫となっていた。なお大火の余勢は残っており、12月26日の2時30分にようやく鎮火した。
当時の香港総督アレクサンダー・グランサムのイギリス政府への報告では、この石硤尾の大火は多くの木造家屋の区域に及び、その範囲は白田上邨、白田下邨、石硤尾邨、窩仔上邨、窩仔下邨、大埔邨を含み、焼失面積は41エーカー、16.4ヘクタール相当に達したとされた。大火は6時間に及び、死者3人、負傷者51人を出し、焼失した木造家屋は2580軒で、およそ1万2000世帯、5万8203人が罹災し、帰る家を失った。

## 被災者支援のチャリティー
1954年1月17日、太極拳の使い手である呉公儀と白鶴拳の陳克夫が、マカオの新花園娯楽場のプール（新花園泳池）で、「吳陳比武」と称された武術の競技会を開いた。審判役の何賢は「勝ちも、引き分けも、負けもない（不勝、不和、不負）」と宣言し、この行事で集まった27万香港ドルをチャリティーに寄付した。

## 公営集合住宅へ
この大火によって、木造家屋の地区が広範囲にわたって廃墟と化し、被災者が住まいを失ったため、香港政庁は被災者たちを収容するために、現場付近に「平房」と称される2階建ての長屋を建設した。これらの平房は、当時の工務局局長だったセオドア・ルイス・ボウリングの中国名「包寧」から、「包寧平房」と称された。その後、火災現場跡には、6階ないし7階建てでH字型の形状をした再定住のための大きな集合住宅が29棟建設され、被災者たちが入居し、石硤尾再定住区（石硤尾徙置區：後の石硤尾邨）が設けられたが、このうち第9棟から第12棟までは国際連合から寄付された資金によって建設された。これ以降、香港政庁は、公共住宅の建設に取り組んで、下層市民たちに住まいを提供するようになり、こうした背景の中で、後の香港住宅委員会の前身となった香港屋宇建設委員会が創設された。